# Jamestown (New York)
Jamestown je město v okresu Chautauqua County ve státě New York ve Spojených státech amerických. K roku 2010 zde žilo 31 146 obyvatel. S celkovou rozlohou 23,5 km² byla hustota zalidnění 1 364,3 obyvatel na km². Leží jižně od Erijského jezera a severně od národního lesa Allegheny National Forest. Nedaleko města leží jezero Chautauqua, městem pak protéká řeka Chadakoin.